# The Arrival of Spring in Woldgate, East Yorkshire in 2011
The Arrival of Spring in Woldgate, East Yorkshire in 2011 est un tableau réalisé par le peintre britannique David Hockney en 2011 dans son atelier. Cette toile en trente-deux panneaux exécutée à la peinture à l'huile est un paysage représentant un sentier qui s'enfonce dans un bois du Yorkshire de l'Est. Elle est conservée au musée national d'Art moderne, à Paris, depuis un don de l'artiste pendant une exposition qui lui était consacrée par ce musée en 2017.